# Stade Felipe Martínez Sandoval
Le stade Felipe Martínez Sandoval est un stade de football disparu situé à Guadalajara (Mexique).